# Mistrzostwa Świata w Piłce Nożnej 1982 (składy)
Składy finalistów Mistrzostw Świata w Piłce Nożnej w 1982 rozgrywanych w Hiszpanii.

## Grupa A

### Kamerun
| #      | Pozycja      | Imię i nazwisko     | Data urodzenia | Klub                  |
| ------ | ------------ | ------------------- | -------------- | --------------------- |
| 1      | Bramkarz     | Thomas N’Kono       | 1956-07-20     | Canon Jaunde          |
| 2      | Obrońca      | Michel Kaham        | 1952-06-01     | Stade Quimperois      |
| 3      | Obrońca      | Edmond Enoka        | 1955-12-17     | Dragon Duala          |
| 4      | Obrońca      | René N’Djeya        | 1953-10-09     | Union Duala           |
| 5      | Obrońca      | Elie Onana          | 1958-10-13     | Federal Foumban       |
| 6      | Pomocnik     | Emmanuel Kundé      | 1956-07-15     | Canon Jaunde          |
| 7      | Pomocnik     | Ephrem M’Bom        | 1955-10-19     | Canon Jaunde          |
| 8      | Pomocnik     | Grégoire M’Bida     | 1955-01-27     | Canon Jaunde          |
| 9      | Napastnik    | Roger Milla         | 1952-05-20     | SC Bastia             |
| 10     | Napastnik    | Jean-Pierre Tokoto  | 1948-01-26     | Philadelphia Fever    |
| 11     | Pomocnik     | Charles Toubé       | 1958-01-22     | Tonnerre Jaunde       |
| 12     | Bramkarz     | Joseph-Antoine Bell | 1954-10-08     | Africa Sports Abidżan |
| 13     | Napastnik    | Paul Bahoken        | 1955-07-07     | AS Cannes             |
| 14     | Pomocnik     | Théophile Abega     | 1954-07-09     | Canon Jaunde          |
| 15     | Obrońca      | François Ndoumbé    | 1954-01-30     | Union Duala           |
| 16     | Obrońca      | Ibrahim Aoudou      | 1955-08-23     | AS Cannes             |
| 17     | Pomocnik     | Joseph Kamga        | 1953-08-17     | Union Duala           |
| 18     | Napastnik    | Jacques N’Guea      | 1955-11-08     | Canon Jaunde          |
| 19     | Pomocnik     | Joseph Enanga       | 1956-11-18     | Union Duala           |
| 20     | Napastnik    | Alain Eyobo         | 1961-10-24     | Dynamo Duala          |
| 21     | Napastnik    | Ernest Ebongué      | 1962-05-15     | Tonnerre Jaunde       |
| 22     | Bramkarz     | Simon Tschobang     | 1951-08-31     | Dynamo Duala          |
| Trener | Jean Vincent | Jean Vincent        |                |                       |

### Peru
| #      | Pozycja   | Imię i nazwisko      | Data urodzenia | Klub                     |
| ------ | --------- | -------------------- | -------------- | ------------------------ |
| 1      | Bramkarz  | Eusebio Acasuzo      | 1952-04-08     | Universitario Lima       |
| 2      | Obrońca   | Jaime Duarte         | 1955-02-27     | Alianza Lima             |
| 3      | Obrońca   | Salvador Salguero    | 1951-08-10     | Alianza Lima             |
| 4      | Obrońca   | Hugo Gastulo         | 1958-01-09     | Universitario Lima       |
| 5      | Pomocnik  | Germán Leguía        | 1954-01-02     | Universitario Lima       |
| 6      | Pomocnik  | José Velásquez       | 1952-06-04     | Independiente Medellín   |
| 7      | Napastnik | Gerónimo Barbadillo  | 1952-09-24     | Tigres UANL              |
| 8      | Pomocnik  | César Cueto          | 1952-06-16     | Atlético Nacional        |
| 9      | Pomocnik  | Julio César Uribe    | 1958-05-09     | Club Sporting Cristal    |
| 10     | Napastnik | Teófilo Cubillas     | 1949-03-08     | Fort Lauderdale Strikers |
| 11     | Napastnik | Juan Carlos Oblitas  | 1951-12-16     | RFC Seraing              |
| 12     | Bramkarz  | José González Ganoza | 1954-07-10     | Alianza Lima             |
| 13     | Pomocnik  | Oscar Arizaga        | 1957-08-20     | Atlético Chalaco         |
| 14     | Pomocnik  | Miguel Gutiérrez     | 1956-11-19     | Club Sporting Cristal    |
| 15     | Obrońca   | Rubén Toribio Díaz   | 1952-04-17     | Club Sporting Cristal    |
| 16     | Obrońca   | Jorge Olaechea       | 1956-08-27     | Alianza Lima             |
| 17     | Obrońca   | Franco Navarro       | 1961-11-10     | Municipal Lima           |
| 18     | Pomocnik  | Eduardo Malásquez    | 1957-10-13     | Municipal Lima           |
| 19     | Napastnik | Guillermo La Rosa    | 1952-06-06     | Atlético Nacional        |
| 20     | Napastnik | Percy Rojas          | 1949-09-16     | RFC Seraing              |
| 21     | Bramkarz  | Ramón Quiroga        | 1950-07-23     | Club Sporting Cristal    |
| 22     | Pomocnik  | Luis Reyna           | 1959-05-16     | Club Sporting Cristal    |
| Trener | Tim       | Tim                  |                |                          |

### Polska
| #      | Pozycja            | Imię i nazwisko      | Data urodzenia | Klub           |
| ------ | ------------------ | -------------------- | -------------- | -------------- |
| 1      | Bramkarz           | Józef Młynarczyk     | 1953-09-20     | Widzew Łódź    |
| 2      | Obrońca            | Marek Dziuba         | 1955-12-19     | ŁKS Łódź       |
| 3      | Pomocnik           | Janusz Kupcewicz     | 1955-12-09     | Arka Gdynia    |
| 6      | Obrońca            | Piotr Skrobowski     | 1961-10-16     | Wisła Kraków   |
| 5      | Obrońca            | Paweł Janas          | 1953-03-04     | Legia Warszawa |
| 4      | Pomocnik           | Tadeusz Dolny        | 1958-05-07     | Górnik Zabrze  |
| 18     | Pomocnik           | Marek Kusto          | 1954-04-29     | Legia Warszawa |
| 8      | Pomocnik           | Waldemar Matysik     | 1961-09-27     | Górnik Zabrze  |
| 9      | Obrońca            | Władysław Żmuda      | 1954-06-06     | Widzew Łódź    |
| 10     | Obrońca            | Stefan Majewski      | 1956-01-31     | Legia Warszawa |
| 11     | Napastnik          | Włodzimierz Smolarek | 1957-07-16     | Widzew Łódź    |
| 12     | Obrońca            | Roman Wójcicki       | 1958-01-08     | Śląsk Wrocław  |
| 13     | Pomocnik           | Andrzej Buncol       | 1959-09-21     | Legia Warszawa |
| 7      | Pomocnik           | Jan Jałocha          | 1957-07-18     | Wisła Kraków   |
| 15     | Pomocnik           | Włodzimierz Ciołek   | 1956-03-24     | Stal Mielec    |
| 16     | Napastnik          | Grzegorz Lato        | 1950-04-08     | KSC Lokeren    |
| 17     | Napastnik          | Andrzej Szarmach     | 1950-10-03     | AJ Auxerre     |
| 14     | Napastnik          | Andrzej Pałasz       | 1960-07-22     | Górnik Zabrze  |
| 19     | Pomocnik           | Andrzej Iwan         | 1959-11-10     | Wisła Kraków   |
| 20     | Pomocnik           | Zbigniew Boniek      | 1956-03-03     | Widzew Łódź    |
| 21     | Bramkarz           | Jacek Kazimierski    | 1959-08-17     | Legia Warszawa |
| 22     | Bramkarz           | Piotr Mowlik         | 1951-04-21     | Lech Poznań    |
| Trener | Antoni Piechniczek | Antoni Piechniczek   |                |                |

### Włochy
| #      | Pozycja      | Imię i nazwisko      | Data urodzenia | Klub            |
| ------ | ------------ | -------------------- | -------------- | --------------- |
| 1      | Bramkarz     | Dino Zoff            | 1942-02-28     | Juventus F.C.   |
| 2      | Obrońca      | Franco Baresi        | 1960-05-08     | A.C. Milan      |
| 3      | Obrońca      | Giuseppe Bergomi     | 1963-12-22     | Inter Mediolan  |
| 4      | Obrońca      | Antonio Cabrini      | 1957-10-08     | Juventus F.C.   |
| 5      | Obrońca      | Fulvio Collovati     | 1957-05-09     | A.C. Milan      |
| 6      | Obrońca      | Claudio Gentile      | 1953-09-27     | Juventus F.C.   |
| 7      | Obrońca      | Gaetano Scirea       | 1953-05-25     | Juventus F.C.   |
| 8      | Obrońca      | Pietro Vierchowod    | 1959-04-06     | AC Fiorentina   |
| 9      | Pomocnik     | Giancarlo Antognoni  | 1954-04-01     | AC Fiorenti     |
| 10     | Pomocnik     | Giuseppe Dossena     | 1958-05-02     | Torino Calcio   |
| 11     | Pomocnik     | Giampiero Marini     | 1951-02-25     | Inter Mediolan  |
| 12     | Bramkarz     | Ivano Bordon         | 1951-04-13     | A.C. Milan      |
| 13     | Pomocnik     | Gabriele Oriali      | 1952-11-25     | Inter Mediolan  |
| 14     | Pomocnik     | Marco Tardelli       | 1954-09-24     | Juventus F.C.   |
| 15     | Pomocnik     | Franco Causio        | 1949-02-01     | Udinese Calcio  |
| 16     | Pomocnik     | Bruno Conti          | 1955-03-13     | AS Roma         |
| 17     | Napastnik    | Daniele Massaro      | 1961-05-23     | AC Fiorentina   |
| 18     | Napastnik    | Alessandro Altobelli | 1955-11-28     | Inter Mediolan  |
| 19     | Napastnik    | Francesco Graziani   | 1952-12-12     | AC Fiorentina   |
| 20     | Napastnik    | Paolo Rossi          | 1956-09-23     | Juventus F.C.   |
| 21     | Napastnik    | Franco Selvaggi      | 1953-05-15     | Cagliari Calcio |
| 22     | Bramkarz     | Giovanni Galli       | 1958-04-29     | AC Fiorentina   |
| Trener | Enzo Bearzot | Enzo Bearzot         |                |                 |

## Grupa B

### Algieria
| #      | Pozycja                             | Imię i nazwisko                     | Data urodzenia | Klub                |
| ------ | ----------------------------------- | ----------------------------------- | -------------- | ------------------- |
| 1      | Bramkarz                            | Mehdi Cerbah                        | 1953-01-03     | RS Kouba            |
| 2      | Obrońca                             | Mahmoud Guendouz                    | 1953-02-24     | NA Hussein Dey      |
| 3      | Obrońca                             | Mustafa Kouici                      | 1954-04-16     | NA Hussein Dey      |
| 4      | Obrońca                             | Nourredine Kourichi                 | 1954-04-12     | Girondins Bordeaux  |
| 5      | Obrońca                             | Chaabane Merzekane                  | 1959-03-08     | NA Hussein Dey      |
| 6      | Pomocnik                            | Ali Bencheikh                       | 1955-01-09     | MC Algier           |
| 7      | Napastnik                           | Salah Assad                         | 1958-08-30     | RS Kouba            |
| 8      | Pomocnik                            | Ali Fergani                         | 1952-09-21     | JE Tizi-Ouzou       |
| 9      | Napastnik                           | Tedj Bensaoula                      | 1954-09-01     | MC Oran             |
| 10     | Pomocnik                            | Lakhdar Belloumi                    | 1958-12-29     | GCR Mascara         |
| 11     | Napastnik                           | Rabah Madjer                        | 1958-02-15     | NA Hussein Dey      |
| 12     | Obrońca                             | Salah Larbes                        | 1952-09-16     | JE Tizi-Ouzou       |
| 13     | Pomocnik                            | Hocine Yahi                         | 1960-04-25     | CM Belcourt         |
| 14     | Pomocnik                            | Djamel Zidane                       | 1955-04-28     | KV Kortrijk         |
| 15     | Pomocnik                            | Mustapha Dahleb                     | 1952-02-08     | Paris Saint-Germain |
| 16     | Obrońca                             | Faouzi Mansouri                     | 1956-01-17     | Montpellier HSC     |
| 17     | Obrońca                             | Abdelkader Horr                     | 1953-11-10     | DNC Algier          |
| 18     | Pomocnik                            | Karim Maroc                         | 1958-03-05     | Tours FC            |
| 19     | Pomocnik                            | Djamel Tlemçani                     | 1955-04-16     | Stade de Reims      |
| 20     | Napastnik                           | Abdelmajid Bourebbou                | 1951-03-16     | Stade Lavallois     |
| 21     | Bramkarz                            | Mourad Amara                        | 1959-02-19     | JE Tizi-Ouzou       |
| 22     | Bramkarz                            | Yacine Bentaala                     | 1955-09-25     | NA Hussein Dey      |
| Trener | Mahieddine Khalef i Rachid Mekloufi | Mahieddine Khalef i Rachid Mekloufi |                |                     |

### Austria
| #      | Pozycja                      | Imię i nazwisko              | Data urodzenia | Klub                |
| ------ | ---------------------------- | ---------------------------- | -------------- | ------------------- |
| 1      | Bramkarz                     | Friedrich Koncilia           | 1948-02-25     | Austria Wiedeń      |
| 2      | Obrońca                      | Bernd Krauss                 | 1957-03-08     | Rapid Wiedeń        |
| 3      | Obrońca                      | Erich Obermayer              | 1953-01-23     | Austria Wiedeń      |
| 4      | Obrońca                      | Josef Degeorgi               | 1960-01-19     | Admira Wacker       |
| 5      | Obrońca                      | Bruno Pezzey                 | 1955-02-03     | Eintracht Frankfurt |
| 6      | Pomocnik                     | Roland Hattenberger          | 1948-12-07     | SSW Innsbruck       |
| 7      | Napastnik                    | Walter Schachner             | 1957-02-01     | AC Cesena           |
| 8      | Pomocnik                     | Herbert Prohaska             | 1955-08-08     | Inter Mediolan      |
| 9      | Napastnik                    | Hans Krankl                  | 1953-02-14     | Austria Wiedeń      |
| 10     | Pomocnik                     | Reinhold Hintermaier         | 1956-02-14     | 1. FC Nürnberg      |
| 11     | Napastnik                    | Kurt Jara                    | 1950-10-14     | Grasshoppers Zurych |
| 12     | Pomocnik                     | Anton Pichler                | 1955-10-04     | Sturm Graz          |
| 13     | Napastnik                    | Max Hagmayr                  | 1956-11-16     | VÖEST Linz          |
| 14     | Obrońca                      | Ernst Baumeister             | 1957-01-22     | Austria Wiedeń      |
| 15     | Pomocnik                     | Johann Dihanich              | 1958-10-24     | Austria Wiedeń      |
| 16     | Obrońca                      | Gerald Messlender            | 1961-10-01     | Admira Wacker       |
| 17     | Obrońca                      | Johann Pregesbauer           | 1958-06-08     | Rapid Wiedeń        |
| 18     | Napastnik                    | Gernot Jurtin                | 1955-09-09     | Sturm Graz          |
| 19     | Obrońca                      | Heribert Weber               | 1955-06-28     | Rapid Wiedeń        |
| 20     | Napastnik                    | Kurt Welzl                   | 1954-11-06     | Valencia CF         |
| 21     | Bramkarz                     | Herbert Feurer               | 1954-01-14     | Rapid Wiedeń        |
| 22     | Bramkarz                     | Klaus Lindenberger           | 1957-05-28     | LASK Linz           |
| Trener | Felix Latzke i Georg Schmidt | Felix Latzke i Georg Schmidt |                |                     |

### Chile
| #      | Pozycja         | Imię i nazwisko      | Data urodzenia | Klub                 |
| ------ | --------------- | -------------------- | -------------- | -------------------- |
| 1      | Bramkarz        | Oscar Wirth          | 1955-11-05     | CD Cobreloa          |
| 2      | Obrońca         | Lizardo Garrido      | 1957-08-25     | CSD Colo-Colo        |
| 3      | Obrońca         | René Valenzuela      | 1955-04-20     | Universidad Católica |
| 4      | Obrońca         | Vladimir Bigorra     | 1954-08-09     | Universidad de Chile |
| 5      | Obrońca         | Elías Figueroa       | 1946-10-25     | CSD Colo-Colo        |
| 6      | Pomocnik        | Rodolfo Dubó         | 1953-09-11     | CD Palestino         |
| 7      | Pomocnik        | Eduardo Bonvallet    | 1955-01-13     | Universidad Católica |
| 8      | Pomocnik        | Carlos Rivas         | 1953-05-24     | CSD Colo-Colo        |
| 9      | Napastnik       | Juan Carlos Letelier | 1959-05-20     | CD Cobreloa          |
| 10     | Pomocnik        | Mario Soto           | 1950-07-10     | CD Cobreloa          |
| 11     | Pomocnik        | Gustavo Moscoso      | 1955-08-10     | Universidad Católica |
| 12     | Bramkarz        | Marco Cornez         | 1957-10-15     | CD Palestino         |
| 13     | Napastnik       | Carlos Caszely       | 1950-07-05     | CSD Colo-Colo        |
| 14     | Pomocnik        | Raúl Ormeño          | 1958-06-21     | CSD Colo-Colo        |
| 15     | Napastnik       | Patricio Yáñez       | 1961-01-20     | San Luis Quillota    |
| 16     | Pomocnik        | Manuel Rojas         | 1954-06-13     | Universidad Católica |
| 17     | Obrońca         | Oscar Rojas          | 1958-11-15     | CSD Colo-Colo        |
| 18     | Obrońca         | Mario Galindo        | 1951-08-10     | CSD Colo-Colo        |
| 19     | Obrońca         | Enzo Escobar         | 1951-11-10     | CD Cobreloa          |
| 20     | Pomocnik        | Miguel Ángel Neira   | 1952-10-09     | Universidad Católica |
| 21     | Napastnik       | Miguel Ángel Gamboa  | 1951-06-21     | Universidad de Chile |
| 22     | Bramkarz        | Mario Osbén          | 1950-07-14     | CSD Colo-Colo        |
| Trener | Luis Santibáñez | Luis Santibáñez      |                |                      |

### Republika Federalna Niemiec
| #      | Pozycja      | Imię i nazwisko       | Data urodzenia | Klub                     |
| ------ | ------------ | --------------------- | -------------- | ------------------------ |
| 1      | Bramkarz     | Harald Schumacher     | 1954-03-06     | 1. FC Köln               |
| 2      | Obrońca      | Hans-Peter Briegel    | 1955-10-11     | 1. FC Kaiserslautern     |
| 3      | Obrońca      | Paul Breitner         | 1951-09-05     | Bayern Monachium         |
| 4      | Obrońca      | Karlheinz Förster     | 1958-07-25     | VfB Stuttgart            |
| 5      | Obrońca      | Bernd Förster         | 1956-05-03     | VfB Stuttgart            |
| 6      | Pomocnik     | Wolfgang Dremmler     | 1954-07-12     | Bayern Monachium         |
| 7      | Pomocnik     | Pierre Littbarski     | 1960-04-16     | 1. FC Köln               |
| 8      | Napastnik    | Klaus Fischer         | 1949-12-27     | 1. FC Köln               |
| 9      | Napastnik    | Horst Hrubesch        | 1951-04-17     | Hamburger SV             |
| 10     | Pomocnik     | Hansi Müller          | 1957-07-27     | VfB Stuttgart            |
| 11     | Napastnik    | Karl-Heinz Rummenigge | 1955-09-25     | Bayern Monachium         |
| 12     | Obrońca      | Wilfried Hannes       | 1957-05-17     | Borussia Mönchengladbach |
| 13     | Napastnik    | Uwe Reinders          | 1955-01-19     | Werder Brema             |
| 14     | Pomocnik     | Felix Magath          | 1953-07-26     | Hamburger SV             |
| 15     | Pomocnik     | Uli Stielike          | 1954-11-15     | Real Madryt              |
| 16     | Napastnik    | Thomas Allofs         | 1959-11-17     | Fortuna Düsseldorf       |
| 17     | Pomocnik     | Stefan Engels         | 1960-09-06     | 1. FC Köln               |
| 18     | Pomocnik     | Lothar Matthäus       | 1961-03-21     | Borussia Mönchengladbach |
| 19     | Obrońca      | Holger Hieronymus     | 1959-02-22     | Hamburger SV             |
| 20     | Obrońca      | Manfred Kaltz         | 1953-01-06     | Hamburger SV             |
| 21     | Bramkarz     | Bernd Franke          | 1948-02-12     | Eintracht Brunszwik      |
| 22     | Bramkarz     | Eike Immel            | 1960-11-27     | Borussia Dortmund        |
| Trener | Jupp Derwall | Jupp Derwall          |                |                          |

## Grupa C

### Argentyna
| #      | Pozycja            | Imię i nazwisko      | Data urodzenia | Klub              |
| ------ | ------------------ | -------------------- | -------------- | ----------------- |
| 1      | Pomocnik           | Osvaldo Ardiles      | 1952-08-03     | Tottenham Hotspur |
| 2      | Bramkarz           | Héctor Baley         | 1950-11-16     | Talleres          |
| 3      | Pomocnik           | Juan Barbas          | 1959-08-23     | Racing Club       |
| 4      | Pomocnik           | Daniel Bertoni       | 1955-03-14     | AC Fiorentina     |
| 5      | Obrońca            | Gabriel Calderón     | 1960-02-07     | Independiente     |
| 6      | Napastnik          | Ramón Díaz           | 1959-08-29     | River Plate       |
| 7      | Bramkarz           | Ubaldo Fillol        | 1962-10-09     | River Plate       |
| 8      | Obrońca            | Luis Galván          | 1948-02-24     | Talleres          |
| 9      | Pomocnik           | Américo Gallego      | 1955-04-25     | River Plate       |
| 10     | Pomocnik           | Diego Maradona       | 1960-10-30     | Boca Juniors      |
| 11     | Napastnik          | Mario Kempes         | 1954-07-15     | River Plate       |
| 12     | Pomocnik           | Patricio Hernández   | 1956-08-16     | Estudiantes       |
| 13     | Obrońca            | Julio Olarticoechea  | 1958-10-18     | River Plate       |
| 14     | Obrońca            | Jorge Olguín         | 1952-05-17     | Independiente     |
| 15     | Obrońca            | Daniel Passarella    | 1953-05-25     | River Plate       |
| 16     | Bramkarz           | Nery Pumpido         | 1957-07-30     | Vélez Sársfield   |
| 17     | Napastnik          | Santiago Santamaría  | 1952-08-22     | Newell’s Old Boys |
| 18     | Obrońca            | Alberto Tarantini    | 1955-12-03     | River Plate       |
| 19     | Obrońca            | Enzo Trossero        | 1953-05-23     | Independiente     |
| 20     | Napastnik          | Jorge Valdano        | 1955-10-04     | Real Saragossa    |
| 21     | Pomocnik           | José Daniel Valencia | 1955-10-03     | Talleres          |
| 22     | Obrońca            | José Van Tuyne       | 1954-12-13     | Racing Club       |
| Trener | César Luis Menotti | César Luis Menotti   |                |                   |

### Belgia
| #      | Pozycja   | Imię i nazwisko       | Data urodzenia | Klub               |
| ------ | --------- | --------------------- | -------------- | ------------------ |
| 1      | Bramkarz  | Jean-Marie Pfaff      | 1953-12-04     | KSK Beveren        |
| 2      | Obrońca   | Eric Gerets           | 1954-05-18     | Standard Liège     |
| 3      | Obrońca   | Luc Millecamps        | 1951-09-10     | KSV Waregem        |
| 4      | Obrońca   | Walter Meeuws         | 1951-07-11     | Standard Liège     |
| 5      | Obrońca   | Michel Renquin        | 1955-11-03     | RSC Anderlecht     |
| 6      | Pomocnik  | Franky Vercauteren    | 1956-10-28     | RSC Anderlecht     |
| 7      | Pomocnik  | Jos Daerden           | 1954-11-26     | Standard Liège     |
| 8      | Pomocnik  | Wilfried Van Moer     | 1945-03-01     | KSK Beveren        |
| 9      | Napastnik | Erwin Vandenbergh     | 1959-01-26     | Lierse SK          |
| 10     | Pomocnik  | Ludo Coeck            | 1955-09-25     | RSC Anderlecht     |
| 11     | Napastnik | Jan Ceulemans         | 1957-02-28     | Club Brugge        |
| 12     | Bramkarz  | Theo Custers          | 1950-08-10     | Espanyol Barcelona |
| 13     | Napastnik | François Van der Elst | 1954-12-01     | West Ham United    |
| 14     | Obrońca   | Marc Baecke           | 1956-07-24     | KSK Beveren        |
| 15     | Obrońca   | Maurits De Schrijver  | 1951-06-26     | KSC Lokeren        |
| 16     | Obrońca   | Gerard Plessers       | 1959-03-30     | Standard Liège     |
| 17     | Pomocnik  | René Verheyen         | 1952-03-20     | KSC Lokeren        |
| 18     | Pomocnik  | Raymond Mommens       | 1958-12-27     | KSC Lokeren        |
| 19     | Napastnik | Marc Millecamps       | 1950-10-09     | KSV Waregem        |
| 20     | Pomocnik  | Guy Vandersmissen     | 1957-12-25     | Standard Liège     |
| 21     | Napastnik | Alex Czerniatynski    | 1960-07-28     | Royal Antwerp FC   |
| 22     | Bramkarz  | Jacky Munaron         | 1956-09-08     | RSC Anderlecht     |
| Trener | Guy Thys  | Guy Thys              |                |                    |

### Salwador
| #      | Pozycja                   | Imię i nazwisko           | Data urodzenia | Klub                  |
| ------ | ------------------------- | ------------------------- | -------------- | --------------------- |
| 1      | Bramkarz                  | Luis Guevara Mora         | 1961-09-02     | CD Platense Municipal |
| 2      | Obrońca                   | Mario Castillo            | 1951-10-30     | CD Santiagueño        |
| 3      | Obrońca                   | José Francisco Jovel      | 1951-05-26     | CD Águila             |
| 4      | Obrońca                   | Carlos Recinos            | 1950-06-30     | CD Fas                |
| 5      | Obrońca                   | Ramón Fagoaga             | 1952-01-12     | Atlético Marte        |
| 6      | Obrońca                   | Joaquín Ventura           | 1956-10-27     | CD Santiagueño        |
| 7      | Pomocnik                  | Silvio Aquino             | 1949-06-30     | Alianza FC            |
| 8      | Pomocnik                  | José Luis Rugamas         | 1953-06-05     | Atlético Marte        |
| 9      | Napastnik                 | Ever Hernández            | 1958-12-11     | CD Santiagueño        |
| 10     | Pomocnik                  | Norberto Huezo            | 1956-06-06     | Atlético Marte        |
| 11     | Napastnik                 | Mágico González           | 1957-03-13     | CD Fas                |
| 12     | Obrońca                   | Francisco Osorto          | 1957-03-20     | CD Santiagueño        |
| 13     | Napastnik                 | José María Rivas          | 1958-05-12     | Alianza FC            |
| 14     | Napastnik                 | Luis Ramírez              | 1954-01-06     | Atlético Marte        |
| 15     | Obrońca                   | Jaime Rodríguez           | 1959-01-17     | Bayer Uerdingen       |
| 16     | Pomocnik                  | Mauricio Alfaro           | 1956-02-13     | CD Platense Municipal |
| 17     | Napastnik                 | Guillermo Ragazzone       | 1962-05-06     | Atlético Marte        |
| 18     | Obrońca                   | Miguel Ángel Díaz         | 1957-01-27     | Atlético Marte        |
| 19     | Bramkarz                  | Eduardo Hernández         | 1958-01-31     | CD Santiagueño        |
| 20     | Bramkarz                  | José Luis Munguía         | 1959-10-28     | CD Fas                |
| Trener | Mauricio Alonso Rodríguez | Mauricio Alonso Rodríguez |                |                       |

- W kadrze Salwadoru było tylko 20 zawodników.

### Węgry
| #      | Pozycja        | Imię i nazwisko  | Data urodzenia | Klub                   |
| ------ | -------------- | ---------------- | -------------- | ---------------------- |
| 1      | Bramkarz       | Ferenc Mészáros  | 1950-04-11     | Sporting CP            |
| 2      | Obrońca        | Győző Martos     | 1949-12-15     | Waterschei Thor Genk   |
| 3      | Obrońca        | László Bálint    | 1948-02-01     | Toulouse FC            |
| 4      | Obrońca        | József Tóth      | 1951-12-02     | Újpest FC              |
| 5      | Pomocnik       | Sándor Müller    | 1948-09-21     | Hércules Alicante      |
| 6      | Obrońca        | Imre Garaba      | 1958-07-29     | Budapest Honvéd        |
| 7      | Napastnik      | László Fazekas   | 1947-10-15     | Royal Antwerp FC       |
| 8      | Pomocnik       | Tibor Nyilasi    | 1955-01-18     | Ferencvárosi TC        |
| 9      | Napastnik      | András Törőcsik  | 1955-05-01     | Újpest FC              |
| 10     | Napastnik      | László Kiss      | 1956-03-12     | Vasas SC               |
| 11     | Napastnik      | Gábor Pölöskei   | 1961-10-11     | Ferencvárosi TC        |
| 12     | Obrońca        | Lázár Szentes    | 1955-12-12     | Rába ETO Győr          |
| 13     | Obrońca        | Tibor Rab        | 1955-10-02     | Ferencvárosi TC        |
| 14     | Obrońca        | Sándor Sallai    | 1960-03-26     | Debreceni VSC          |
| 15     | Napastnik      | Béla Bodonyi     | 1956-09-14     | Budapest Honvéd        |
| 16     | Pomocnik       | Ferenc Csongrádi | 1956-03-29     | Videoton FC Fehérvár   |
| 17     | Pomocnik       | Károly Csapó     | 1952-02-23     | Tatabányai Bányász     |
| 18     | Obrońca        | Attila Kerekes   | 1954-04-25     | Békéscsaba Előre FC    |
| 19     | Obrońca        | József Varga     | 1954-10-09     | MTK Hungária Budapeszt |
| 20     | Obrońca        | József Csuhay    | 1957-07-12     | Videoton FC Fehérvár   |
| 21     | Bramkarz       | Béla Katzirz     | 1953-07-27     | Pécsi MFC              |
| 22     | Bramkarz       | Imre Kiss        | 1957-08-10     | Tatabányai Bányász     |
| Trener | Kálmán Mészöly | Kálmán Mészöly   |                |                        |

## Grupa D

### Anglia
| #      | Pozycja       | Imię i nazwisko | Data urodzenia | Klub                   |
| ------ | ------------- | --------------- | -------------- | ---------------------- |
| 1      | Bramkarz      | Ray Clemence    | 1948-08-05     | Tottenham Hotspur      |
| 2      | Obrońca       | Viv Anderson    | 1956-08-29     | Nottingham Forest      |
| 3      | Pomocnik      | Trevor Brooking | 1948-10-02     | West Ham United        |
| 4      | Obrońca       | Terry Butcher   | 1958-12-28     | Ipswich Town           |
| 5      | Obrońca       | Steve Coppell   | 1955-07-09     | Manchester United      |
| 6      | Obrońca       | Steve Foster    | 1957-09-24     | Brighton & Hove Albion |
| 7      | Napastnik     | Kevin Keegan    | 1951-02-14     | Southampton F.C.       |
| 8      | Napastnik     | Trevor Francis  | 1954-04-19     | Manchester City        |
| 9      | Pomocnik      | Glenn Hoddle    | 1957-10-27     | Tottenham Hotspur      |
| 10     | Napastnik     | Terry McDermott | 1951-12-08     | Liverpool F.C.         |
| 11     | Pomocnik      | Paul Mariner    | 1953-05-22     | Ipswich Town           |
| 12     | Obrońca       | Mick Mills      | 1949-01-04     | Ipswich To             |
| 13     | Bramkarz      | Joe Corrigan    | 1948-11-18     | Manchester City        |
| 14     | Obrońca       | Phil Neal       | 1951-02-20     | Liverpool F.C.         |
| 15     | Pomocnik      | Graham Rix      | 1957-10-23     | Arsenal F.C.           |
| 16     | Pomocnik      | Bryan Robson    | 1957-01-11     | Manchester United      |
| 17     | Obrońca       | Kenny Sansom    | 1958-09-26     | Arsenal F.C.           |
| 18     | Obrońca       | Phil Thompson   | 1954-01-21     | Liverpool F.C.         |
| 19     | Pomocnik      | Ray Wilkins     | 1956-09-14     | Manchester United      |
| 20     | Napastnik     | Peter Withe     | 1951-08-30     | Aston Villa F.C.       |
| 21     | Napastnik     | Tony Woodcock   | 1955-12-06     | 1. FC Köln             |
| 22     | Bramkarz      | Peter Shilton   | 1949-09-18     | Nottingham Forest      |
| Trener | Ron Greenwood | Ron Greenwood   |                |                        |

### Czechosłowacja
| #      | Pozycja       | Imię i nazwisko     | Data urodzenia | Klub               |
| ------ | ------------- | ------------------- | -------------- | ------------------ |
| 1      | Bramkarz      | Stanislav Seman     | 1952-08-08     | Lokomotíva Koszyce |
| 2      | Obrońca       | František Jakubec   | 1956-04-12     | Bohemians Praga    |
| 3      | Obrońca       | Jan Fiala           | 1956-05-19     | Dukla Praga        |
| 4      | Obrońca       | Ladislav Jurkemik   | 1953-07-20     | Inter Bratysława   |
| 5      | Obrońca       | Jozef Barmoš        | 1954-08-28     | Inter Bratysława   |
| 6      | Obrońca       | Rostislav Vojáček   | 1949-02-23     | Baník Ostrawa      |
| 7      | Pomocnik      | Ján Kozák           | 1954-04-17     | Dukla Praga        |
| 8      | Pomocnik      | Antonín Panenka     | 1948-12-02     | Rapid Wiedeń       |
| 9      | Napastnik     | Ladislav Vízek      | 1955-01-22     | Dukla Praga        |
| 10     | Napastnik     | Tomáš Kříž          | 1959-03-17     | Dukla Praga        |
| 11     | Napastnik     | Zdeněk Nehoda       | 1952-05-09     | Dukla Praga        |
| 12     | Pomocnik      | Přemysl Bičovský    | 1950-08-18     | Bohemians Praga    |
| 13     | Pomocnik      | Jan Berger          | 1955-11-27     | Sparta Praga       |
| 14     | Obrońca       | Libor Radimec       | 1950-05-22     | Baník Ostrawa      |
| 15     | Obrońca       | Jozef Kukučka       | 1957-03-13     | Plastika Nitra     |
| 16     | Pomocnik      | Pavel Chaloupka     | 1959-05-04     | Bohemians Praga    |
| 17     | Pomocnik      | František Štambachr | 1953-02-13     | Dukla Praga        |
| 18     | Napastnik     | Petr Janečka        | 1957-11-25     | Zbrojovka Brno     |
| 19     | Napastnik     | Marián Masný        | 1950-08-13     | Slovan Bratysława  |
| 20     | Napastnik     | Vlastimil Petržela  | 1953-07-20     | Slavia Praga       |
| 21     | Bramkarz      | Zdeněk Hruška       | 1954-07-25     | Bohemians Praga    |
| 22     | Bramkarz      | Karel Stromšik      | 1958-04-12     | Dukla Praga        |
| Trener | Jozef Vengloš | Jozef Vengloš       |                |                    |

### Francja
| #      | Pozycja        | Imię i nazwisko      | Data urodzenia | Klub                   |
| ------ | -------------- | -------------------- | -------------- | ---------------------- |
| 1      | Bramkarz       | Dominique Baratelli  | 1947-12-26     | Paris Saint-Germain    |
| 2      | Obrońca        | Manuel Amoros        | 1962-02-01     | AS Monaco              |
| 3      | Obrońca        | Patrick Battiston    | 1957-03-12     | AS Saint-Étienne       |
| 4      | Obrońca        | Maxime Bossis        | 1955-06-26     | FC Nantes              |
| 5      | Obrońca        | Gérard Janvion       | 1953-10-21     | AS Saint-Étienne       |
| 6      | Obrońca        | Christian Lopez      | 1953-03-15     | AS Saint-Étienne       |
| 7      | Obrońca        | Philippe Mahut       | 1956-03-04     | FC Metz                |
| 8      | Obrońca        | Marius Trésor        | 1950-01-15     | Girondins Bordeaux     |
| 9      | Pomocnik       | Bernard Genghini     | 1958-01-18     | FC Sochaux-Montbéliard |
| 10     | Pomocnik       | Michel Platini       | 1955-06-21     | AS Saint-Étienne       |
| 11     | Pomocnik       | René Girard          | 1954-04-04     | Girondins Bordeaux     |
| 12     | Pomocnik       | Alain Giresse        | 1952-09-02     | Girondins Bordeaux     |
| 13     | Pomocnik       | Jean-François Larios | 1956-08-27     | AS Saint-Étienne       |
| 14     | Pomocnik       | Jean Tigana          | 1955-06-23     | Girondins Bordeaux     |
| 15     | Napastnik      | Bruno Bellone        | 1962-03-14     | AS Monaco              |
| 16     | Napastnik      | Alain Couriol        | 1958-10-24     | AS Monaco              |
| 17     | Napastnik      | Bernard Lacombe      | 1952-08-15     | Girondins Bordeaux     |
| 18     | Napastnik      | Dominique Rocheteau  | 1955-01-14     | Paris Saint-Germain    |
| 19     | Napastnik      | Didier Six           | 1954-08-21     | VfB Stuttgart          |
| 20     | Napastnik      | Gérard Soler         | 1954-03-29     | Girondins Bordeaux     |
| 21     | Bramkarz       | Jean Castaneda       | 1957-03-20     | AS Saint-Étienne       |
| 22     | Bramkarz       | Jean-Luc Ettori      | 1955-07-29     | AS Monaco              |
| Trener | Michel Hidalgo | Michel Hidalgo       |                |                        |

### Kuwejt
| #      | Pozycja                 | Imię i nazwisko         | Data urodzenia | Klub            |
| ------ | ----------------------- | ----------------------- | -------------- | --------------- |
| 1      | Bramkarz                | Ahmad at-Tarabulusi     | 1947-03-22     | Kuwait Army     |
| 2      | Obrońca                 | Na’im Mubarak           | 1957           | Al Tadamon      |
| 3      | Obrońca                 | Mahbub Mubarak          | 1956           | Al Salmiya Club |
| 4      | Obrońca                 | Dżamal al-Kabandi       | 1959           | Kazma SC        |
| 5      | Obrońca                 | Walid Mubarak           | 1960           | Kuwait Army     |
| 6      | Pomocnik                | Sad al-Hauti            | 1955           | Kuwait Army     |
| 7      | Napastnik               | Fathi Kamil             | 1964-01-16     | Al Tadamon      |
| 8      | Pomocnik                | Abd Allah al-Baluszi    | 1960           | Al Arabi        |
| 9      | Napastnik               | Jassim Jakub            | 1953-10-25     | Al Qadsia       |
| 10     | Napastnik               | Abd al-Aziz al-Anbari   | 1954           | Kuwait Army     |
| 11     | Pomocnik                | Nasir al-Ghanim         | 1961           | Kazma SC        |
| 12     | Pomocnik                | Jusuf as-Suwajd         | 1958-09-28     | Kazma SC        |
| 13     | Obrońca                 | Mubarak Marzuk          | 1961           | Al Tadamon      |
| 14     | Obrońca                 | Abd Allah Majuf         | 1954           | Kazma SC        |
| 15     | Obrońca                 | Sami al-Haszszasz       | 1959           | Al Arabi        |
| 16     | Napastnik               | Fajsal ad-Dachil        | 1957-08-13     | Al Qadsia       |
| 17     | Obrońca                 | Hammud asz-Szammari     | 1960           | Kazma SC        |
| 18     | Pomocnik                | Muhammad Karam          | 1955           | Al Arabi        |
| 19     | Napastnik               | Muayad al-Haddad        | 1960           | Kazma SC        |
| 20     | Napastnik               | Abd al-Aziz al-Baluszi  | 1957           | Al Arabi        |
| 21     | Bramkarz                | Adam Marjam             | 1958           | Kazma SC        |
| 22     | Bramkarz                | Dżasim Bahman           | 1960           | Al Arabi        |
| Trener | Carlos Alberto Parreira | Carlos Alberto Parreira |                |                 |

## Grupa E

### Hiszpania
| #      | Pozycja         | Imię i nazwisko         | Data urodzenia | Klub            |
| ------ | --------------- | ----------------------- | -------------- | --------------- |
| 1      | Bramkarz        | Luis Arconada           | 1954-06-26     | Real Sociedad   |
| 2      | Obrońca         | José Antonio Camacho    | 1955-06-08     | Real Madryt     |
| 3      | Obrońca         | Rafael Gordillo         | 1957-02-24     | Real Betis      |
| 4      | Pomocnik        | Miguel Ángel Alonso     | 1953-02-01     | Real Sociedad   |
| 5      | Obrońca         | Miguel Tendillo         | 1961-02-01     | Valencia CF     |
| 6      | Pomocnik        | José Ramón Alexanko     | 1956-05-19     | FC Barcelona    |
| 7      | Napastnik       | Juanito                 | 1954-11-10     | Real Madryt     |
| 8      | Pomocnik        | Joaquín                 | 1956-06-09     | Sporting Gijón  |
| 9      | Napastnik       | Jesús María Satrústegui | 1954-01-12     | Real Sociedad   |
| 10     | Pomocnik        | Jesús María Zamora      | 1955-01-01     | Real Sociedad   |
| 11     | Napastnik       | Roberto López Ufarte    | 1958-04-19     | Real Sociedad   |
| 12     | Obrońca         | Santiago Urquiaga       | 1958-04-14     | Athletic Bilbao |
| 13     | Obrońca         | Manuel Jiménez          | 1956-10-27     | Sporting Gijón  |
| 14     | Obrońca         | Antonio Maceda          | 1957-05-16     | Sporting Gijón  |
| 15     | Pomocnik        | Enrique Saura           | 1954-08-02     | Valencia CF     |
| 16     | Pomocnik        | José Vicente Sánchez    | 1956-10-08     | FC Barcelona    |
| 17     | Pomocnik        | Ricardo Gallego         | 1959-02-08     | Real Madryt     |
| 18     | Napastnik       | Pedro Uralde            | 1958-03-02     | Real Sociedad   |
| 19     | Napastnik       | Santillana              | 1952-08-23     | Real Madryt     |
| 20     | Napastnik       | Quini                   | 1949-09-23     | FC Barcelona    |
| 21     | Bramkarz        | Urruti                  | 1952-02-17     | FC Barcelona    |
| 22     | Bramkarz        | Miguel Ángel            | 1947-12-24     | Real Madryt     |
| Trener | José Santamaría | José Santamaría         |                |                 |

### Honduras
| #      | Pozycja                | Imię i nazwisko             | Data urodzenia | Klub            |
| ------ | ---------------------- | --------------------------- | -------------- | --------------- |
| 1      | Bramkarz               | José Nazar                  | 1953-09-07     | CD Motagua      |
| 2      | Obrońca                | César Efrain Gutiérrez      | 1954-05-07     | CD Universidad  |
| 3      | Obrońca                | Jaime Villegas              | 1950-07-05     | Real España     |
| 4      | Obrońca                | José Fernando Bulnes        | 1946-10-21     | CD Universidad  |
| 5      | Obrońca                | Anthony Costly              | 1954-12-13     | Real España     |
| 6      | Pomocnik               | Ramón Maradiaga             | 1954-10-30     | CD Motagua      |
| 7      | Napastnik              | Eduardo Laing               | 1958-12-27     | CD Platense     |
| 8      | Pomocnik               | Francisco Javier Toledo     | 1959-09-30     | CD Marathón     |
| 9      | Napastnik              | Porfirio Armando Betancourt | 1956-08-23     | Real España     |
| 10     | Napastnik              | José Roberto Figueroa       | 1959-12-15     | CDS Vida        |
| 11     | Pomocnik               | David Bueso                 | 1955-05-05     | CD Motagua      |
| 12     | Obrońca                | Domingo Drummond            | 1957-04-14     | CD Platense     |
| 13     | Pomocnik               | Prudencio Norales           | 1956-04-20     | CD Olimpia      |
| 14     | Pomocnik               | Juan Alberto Cruz           | 1959-02-27     | CD Universidad  |
| 15     | Pomocnik               | Héctor Zelaya               | 1957-07-12     | CD Motagua      |
| 16     | Napastnik              | Roberto Bailey              | 1952-08-10     | CD Marathón     |
| 17     | Obrońca                | José Luis Cruz              | 1949-06-12     | CD Motagua      |
| 18     | Pomocnik               | Carlos Orlando Cabellero    | 1958-12-05     | Real España     |
| 19     | Napastnik              | Celso Guity                 | 1955-08-07     | CD Marathón     |
| 20     | Pomocnik               | Gilberto Yearwood           | 1956-03-15     | Real Valladolid |
| 21     | Bramkarz               | Julio César Arzú            | 1954-06-05     | Real España     |
| 22     | Bramkarz               | Jimmy Steward               | 1946-12-09     | CD Marathón     |
| Trener | José de la Paz Herrera | José de la Paz Herrera      |                |                 |

### Irlandia Północna
| #      | Pozycja       | Imię i nazwisko  | Data urodzenia | Klub                   |
| ------ | ------------- | ---------------- | -------------- | ---------------------- |
| 1      | Bramkarz      | Pat Jennings     | 1945-06-12     | Arsenal F.C.           |
| 2      | Obrońca       | Jimmy Nicholl    | 1956-12-28     | Toronto Blizzard       |
| 3      | Obrońca       | Mal Donaghy      | 1957-09-13     | Luton Town             |
| 4      | Pomocnik      | David McCreery   | 1957-09-16     | Tulsa Roughnecks       |
| 5      | Obrońca       | Chris Nicholl    | 1946-10-12     | Southampton F.C.       |
| 6      | Obrońca       | John O’Neill     | 1958-03-11     | Leicester City         |
| 7      | Pomocnik      | Noel Brotherston | 1956-11-18     | Blackburn Rovers       |
| 8      | Pomocnik      | Martin O’Neill   | 1952-03-01     | Norwich City           |
| 9      | Napastnik     | Gerry Armstrong  | 1954-05-23     | Watford F.C.           |
| 10     | Pomocnik      | Sammy McIlroy    | 1954-08-02     | Stoke City             |
| 11     | Napastnik     | Billy Hamilton   | 1957-05-09     | Burnley F.C.           |
| 12     | Obrońca       | John McClelland  | 1955-12-07     | Rangers F.C.           |
| 13     | Obrońca       | Sammy Nelson     | 1949-04-01     | Brighton & Hove Albion |
| 14     | Pomocnik      | Tommy Cassidy    | 1950-11-18     | Burnley F.C.           |
| 15     | Pomocnik      | Tommy Finney     | 1952-11-06     | Cambridge United       |
| 16     | Pomocnik      | Norman Whiteside | 1965-05-07     | Manchester United      |
| 17     | Bramkarz      | Jim Platt        | 1952-11-26     | Middlesbrough F.C.     |
| 18     | Pomocnik      | Johnny Jameson   | 1958-03-11     | Glentoran Belfast      |
| 19     | Napastnik     | Felix Healy      | 1955-09-27     | Coleraine FC           |
| 20     | Pomocnik      | Jim Cleary       | 1956-05-27     | Glentoran Belfast      |
| 21     | Napastnik     | Bobby Campbell   | 1956-09-13     | Bradford City          |
| 22     | Bramkarz      | George Dunlop    | 1956-01-16     | Linfield Belfast       |
| Trener | Billy Bingham | Billy Bingham    |                |                        |

### Jugosławia
| #      | Pozycja         | Imię i nazwisko   | Data urodzenia | Klub                |
| ------ | --------------- | ----------------- | -------------- | ------------------- |
| 1      | Bramkarz        | Dragan Pantelić   | 1951-12-09     | Girondins Bordeaux  |
| 2      | Obrońca         | Ive Jerolimov     | 1958-03-30     | NK Rijeka           |
| 3      | Pomocnik        | Ivan Gudelj       | 1960-09-21     | Hajduk Split        |
| 4      | Obrońca         | Velimir Zajec     | 1956-02-12     | Dinamo Zagrzeb      |
| 5      | Obrońca         | Nenad Stojković   | 1956-05-26     | Partizan Belgrad    |
| 6      | Obrońca         | Zlatko Krmpotić   | 1958-08-07     | FK Crvena zvezda    |
| 7      | Napastnik       | Vladimir Petrović | 1955-07-01     | FK Crvena zvezda    |
| 8      | Pomocnik        | Edhem Šljivo      | 1950-03-16     | OGC Nice            |
| 9      | Obrońca         | Zoran Vujović     | 1958-08-26     | Hajduk Split        |
| 10     | Pomocnik        | Zvonko Živković   | 1959-10-31     | Partizan Belgrad    |
| 11     | Napastnik       | Zlatko Vujović    | 1958-08-26     | Hajduk Split        |
| 12     | Bramkarz        | Ivan Pudar        | 1961-08-16     | Hajduk Split        |
| 13     | Pomocnik        | Safet Sušić       | 1955-04-13     | FK Sarajevo         |
| 14     | Obrońca         | Nikola Jovanović  | 1952-09-18     | Budućnost Titograd  |
| 15     | Obrońca         | Miloš Hrstić      | 1952-11-20     | NK Rijeka           |
| 16     | Napastnik       | Miloš Šestić      | 1956-08-08     | FK Crvena zvezda    |
| 17     | Pomocnik        | Jurica Jerković   | 1950-02-25     | FC Zürich           |
| 18     | Napastnik       | Stjepan Deverić   | 1961-08-20     | Dinamo Zagrzeb      |
| 19     | Napastnik       | Vahid Halilhodžić | 1952-10-15     | FC Nantes           |
| 20     | Napastnik       | Ivica Šurjak      | 1953-03-23     | Paris Saint-Germain |
| 21     | Napastnik       | Predrag Pašić     | 1958-10-18     | FK Sarajevo         |
| 22     | Bramkarz        | Ratko Svilar      | 1950-05-06     | Royal Antwerp FC    |
| Trener | Miljan Miljanić | Miljan Miljanić   |                |                     |

## Grupa F

### Brazylia
| #      | Pozycja      | Imię i nazwisko  | Data urodzenia | Klub                 |
| ------ | ------------ | ---------------- | -------------- | -------------------- |
| 1      | Bramkarz     | Valdir Peres     | 1951-01-02     | São Paulo FC         |
| 2      | Obrońca      | Leandro          | 1959-03-17     | CR Flamengo          |
| 3      | Obrońca      | Oscar            | 1954-06-20     | São Paulo FC         |
| 4      | Obrońca      | Luizinho         | 1958-10-22     | Atlético Mineiro     |
| 5      | Pomocnik     | Toninho Cerezo   | 1955-04-21     | Atlético Mineiro     |
| 6      | Obrońca      | Júnior           | 1954-06-29     | CR Flamengo          |
| 7      | Pomocnik     | Paulo Isidoro    | 1953-08-03     | Grêmio               |
| 8      | Pomocnik     | Sócrates         | 1954-02-19     | Corinthians Paulista |
| 9      | Napastnik    | Serginho Chulapa | 1953-12-23     | São Paulo FC         |
| 10     | Pomocnik     | Zico             | 1953-03-03     | CR Flamengo          |
| 11     | Napastnik    | Éder             | 1957-05-25     | Atlético Mineiro     |
| 12     | Bramkarz     | Paulo Vitor      | 1957-06-07     | Fluminense FC        |
| 13     | Obrońca      | Paulo Sérgio     | 1954-07-24     | Botafogo             |
| 14     | Obrońca      | Edevaldo         | 1958-01-28     | SC Internacional     |
| 15     | Pomocnik     | Falcão           | 1956-10-16     | AS Roma              |
| 16     | Obrońca      | Edinho           | 1955-06-05     | Fluminense FC        |
| 17     | Obrońca      | Pedrinho         | 1957-10-22     | CR Vasco da Gama     |
| 18     | Obrońca      | Batista          | 1955-03-08     | Grêmio               |
| 19     | Pomocnik     | Renato           | 1957-02-21     | São Paulo FC         |
| 20     | Napastnik    | Roberto Dinamite | 1954-04-13     | CR Vasco da Gama     |
| 21     | Pomocnik     | Dirceu           | 1952-06-15     | Atlético Madryt      |
| 22     | Bramkarz     | Carlos           | 1956-03-04     | Ponte Preta          |
| Trener | Telê Santana | Telê Santana     |                |                      |

### Nowa Zelandia
| #      | Pozycja      | Imię i nazwisko  | Data urodzenia | Klub                 |
| ------ | ------------ | ---------------- | -------------- | -------------------- |
| 1      | Bramkarz     | Richard Wilson   | 1956-05-08     | Preston Lions        |
| 2      | Obrońca      | Glenn Dods       | 1957-07-07     | Adelaide City        |
| 3      | Obrońca      | Ricki Herbert    | 1961-04-10     | Mount Wellington     |
| 4      | Pomocnik     | Brian Turner     | 1949-07-31     | Gisborne City        |
| 5      | Obrońca      | Dave Bright      | 1949-11-29     | Manurewa AFC         |
| 6      | Obrońca      | Bobby Almond     | 1951-06-16     | Invercargill Thistle |
| 7      | Napastnik    | Wynton Rufer     | 1962-12-29     | Miramar Rangers      |
| 8      | Pomocnik     | Duncan Cole      | 1958-07-12     | North Shore United   |
| 9      | Napastnik    | Steve Wooddin    | 1955-01-16     | South Melbourne FC   |
| 10     | Pomocnik     | Steve Sumner     | 1955-04-02     | West Adelaide SC     |
| 11     | Pomocnik     | Sam Malcolmson   | 1948-04-02     | East Coast Bays      |
| 12     | Pomocnik     | Keith Mackay     | 1956-12-08     | Gisborne City        |
| 13     | Pomocnik     | Kenny Cresswell  | 1958-06-04     | Gisborne City        |
| 14     | Obrońca      | Adrian Elrick    | 1949-09-29     | North Shore United   |
| 15     | Obrońca      | John Hill        | 1950-01-07     | Gisborne City        |
| 16     | Obrońca      | Glen Adam        | 1959-05-22     | Mount Wellington     |
| 17     | Pomocnik     | Allan Boath      | 1958-02-14     | West Adelaide SC     |
| 18     | Pomocnik     | Peter Simonsen   | 1959-04-17     | Manurewa AFC         |
| 19     | Pomocnik     | Bill McClure     | 1958-01-04     | Mount Wellington     |
| 20     | Napastnik    | Grant Turner     | 1958-10-07     | Gisborne City        |
| 21     | Bramkarz     | Barry Pickering  | 1956-12-12     | Miramar Rangers      |
| 22     | Bramkarz     | Frank van Hattum | 1958-11-17     | Manurewa AFC         |
| Trener | John Adshead | John Adshead     |                |                      |

### Szkocja
| #      | Pozycja    | Imię i nazwisko | Data urodzenia | Klub                 |
| ------ | ---------- | --------------- | -------------- | -------------------- |
| 1      | Bramkarz   | Alan Rough      | 1951-11-25     | Partick Thistle F.C. |
| 2      | Obrońca    | Danny McGrain   | 1950-05-01     | Celtic F.C.          |
| 3      | Obrońca    | Frank Gray      | 1954-10-27     | Leeds United         |
| 4      | Pomocnik   | Graeme Souness  | 1953-05-06     | Liverpool F.C.       |
| 5      | Obrońca    | Alan Hansen     | 1955-06-13     | Liverpool F.C.       |
| 6      | Obrońca    | Willie Miller   | 1955-05-02     | Aberdeen F.C.        |
| 7      | Pomocnik   | Gordon Strachan | 1957-02-09     | Aberdeen F.C.        |
| 8      | Napastnik  | Kenny Dalglish  | 1951-03-04     | Liverpool F.C.       |
| 9      | Napastnik  | Alan Brazil     | 1959-06-15     | Ipswich Town         |
| 10     | Pomocnik   | John Wark       | 1957-08-04     | Ipswich Town         |
| 11     | Napastnik  | John Robertson  | 1953-01-20     | Nottingham Forest    |
| 12     | Bramkarz   | George Wood     | 1952-09-26     | Arsenal F.C.         |
| 13     | Obrońca    | Alex McLeish    | 1959-01-21     | Aberdeen F.C.        |
| 14     | Obrońca    | David Narey     | 1956-06-12     | Dundee United        |
| 15     | Napastnik  | Joe Jordan      | 1951-12-15     | A.C. Milan           |
| 16     | Pomocnik   | Asa Hartford    | 1950-10-24     | Manchester City      |
| 17     | Obrońca    | Allan Evans     | 1956-10-12     | Aston Villa F.C.     |
| 18     | Napastnik  | Steve Archibald | 1956-09-27     | Tottenham Hotspur    |
| 19     | Napastnik  | Paul Sturrock   | 1956-10-10     | Dundee United        |
| 20     | Pomocnik   | Davie Provan    | 1956-05-08     | Celtic F.C.          |
| 21     | Pomocnik   | George Burley   | 1956-06-03     | Ipswich Town         |
| 22     | Bramkarz   | Jim Leighton    | 1958-07-24     | Aberdeen F.C.        |
| Trener | Jock Stein | Jock Stein      |                |                      |

### Związek Radziecki
| #      | Pozycja            | Imię i nazwisko     | Data urodzenia | Klub                 |
| ------ | ------------------ | ------------------- | -------------- | -------------------- |
| 1      | Bramkarz           | Rinat Dasajew       | 1957-06-13     | Spartak Moskwa       |
| 2      | Obrońca            | Tengiz Sulakwelidze | 1956-07-23     | Dinamo Tbilisi       |
| 3      | Obrońca            | Aleksandre Cziwadze | 1955-04-08     | Dinamo Tbilisi       |
| 4      | Obrońca            | Wagiz Chidijatullin | 1959-03-03     | CSKA Moskwa          |
| 5      | Obrońca            | Serhij Bałtacza     | 1958-02-17     | Dynamo Kijów         |
| 6      | Obrońca            | Anatolij Demjanenko | 1959-02-19     | Dynamo Kijów         |
| 7      | Napastnik          | Ramaz Szengelia     | 1957-01-01     | Dinamo Tbilisi       |
| 8      | Obrońca            | Wołodymyr Bezsonow  | 1958-03-05     | Dynamo Kijów         |
| 9      | Pomocnik           | Jurij Gawriłow      | 1953-05-03     | Spartak Moskwa       |
| 10     | Pomocnik           | Choren Oganesjan    | 1955-01-09     | Ararat Erywań        |
| 11     | Napastnik          | Ołeh Błochin        | 1952-11-05     | Dynamo Kijów         |
| 12     | Pomocnik           | Andrij Bal          | 1958-02-16     | Dynamo Kijów         |
| 13     | Pomocnik           | Witali Daraselia    | 1957-10-09     | Dinamo Tbilisi       |
| 14     | Napastnik          | Siarhiej Barouski   | 1956-01-29     | Dynama Mińsk         |
| 15     | Obrońca            | Siergiej Andriejew  | 1956-05-16     | SKA Rostów nad Donem |
| 16     | Napastnik          | Siergiej Rodionow   | 1962-09-03     | Spartak Moskwa       |
| 17     | Pomocnik           | Łeonid Buriak       | 1953-07-10     | Dynamo Kijów         |
| 18     | Obrońca            | Jurij Susłoparow    | 1958-08-14     | Torpedo Moskwa       |
| 19     | Pomocnik           | Wadym Jewtuszenko   | 1958-01-01     | Dynamo Kijów         |
| 20     | Obrońca            | Oleg Romancew       | 1954-01-04     | Spartak Moskwa       |
| 21     | Bramkarz           | Wiktor Czanow       | 1959-07-21     | Dynamo Kijów         |
| 22     | Bramkarz           | Wiaczesław Czanow   | 1951-10-23     | Torpedo Moskwa       |
| Trener | Konstantin Bieskow | Konstantin Bieskow  |                |                      |